# Michael Greene
Michael Greene (* 4. November 1933 in San Francisco, Kalifornien; † 10. Januar 2020) war ein US-amerikanischer Schauspieler.

## Leben
Green begann seine Karriere Anfang der 1960er Jahre mit Gastrollen in verschiedenen Westernserien wie Outlaws und Der Kopfgeldjäger. Von 1962 bis 1963 spielte er an der Seite von Jack Elam und Chad Everett eine der Hauptrollen in der Westernserie The Dakotas. Das Spin-off der erfolgreichen Serie Cheyenne, in der er zuvor als Deputy Vance Porter vorgestellt worden war, war weit weniger populär und wurde nach der Ausstrahlung der 19. Episode abgesetzt. Green wirkte in den folgenden Jahren weiterhin hauptsächlich in Fernsehwestern wie Bonanza und Rauchende Colts. Ab den 1980er Jahren war er vermehrt außerhalb seines angestammten Genres zu sehen, unter anderem in populären Actionserien Das A-Team und Ein Colt für alle Fälle, sowie in den Science-Fiction-Serien Twilight Zone und Zurück in die Vergangenheit. Zuletzt spielte er 2001 an der Seite von Richard Dreyfuss und Richard Crenna die Rolle des George H. W. Bush im Fernsehfilm The Day Reagan Was Shot.
Sein Spielfilmdebüt hatte er 1962 im Low-Budget-Film This Is Not a Test, der den Ausbruch eines Atomkrieges zwischen den USA und der Sowjetunion thematisierte. 1973 erhielt er die Hauptrolle im B-Movie Clones: Labor des Grauens, wo er als Dr. Gerald Appleby eine Verschwörung entdeckt, bei der von zahlreichen Wissenschaftlern Klone erschaffen wurden. Er war in kleineren Rollen in einer Reihe von Hollywoodproduktionen zu sehen, darunter Leben und Sterben in L.A., Eine verrückte Reise durch die Nacht und For the Boys – Tage des Ruhms, Tage der Liebe.
Greene war geschieden, aus der Ehe ging ein Kind hervor.

## Filmografie (Auswahl)

### Film
- 1963: Sommer der Erwartung (Spencer’s Mountain)
- 1972: Mach’s noch einmal, Sam (Play it again, Sam)
- 1973: Clones: Labor des Grauens (The Clones)
- 1983: Immer auf die Kleinen (Smorgasbord)
- 1985: Kopfüber in Amerika (Lost in America)
- 1985: Leben und Sterben in L.A. (To Live and Die in L.A.)
- 1986: Zoff in Beverly Hills (Down and Out in Beverly Hills)
- 1987: Das Wunder in der 8. Straße (*batteries not included)
- 1988: Die Rückkehr der Killertomaten (Return of the Killer Tomatoes)
- 1988: Eine verrückte Reise durch die Nacht (The Night Before)
- 1988: Mond über Parador (Moon Over Parador)
- 1989: Kill me again (Kill Me Again)
- 1990: Herr der Fliegen (Lord of the Flies)
- 1991: Ein ganz normaler Hochzeitstag (Scenes from a mall)
- 1991: For the Boys – Tage des Ruhms, Tage der Liebe ( For the Boys)
- 1991: Eve 8 – Außer Kontrolle (Eve of Destruction)
- 1993: Undercover Blues – Ein absolut cooles Trio (Undercover Blues)
- 1993: Rauchende Colts: Der lange Ritt (Gunsmoke: The Long Ride)

### Fernsehen
- 1960: The Westerner
- 1961: Der Kopfgeldjäger (Wanted: Dead Or Alive)
- 1961: Outlaws
- 1962: Cheyenne
- 1962: Westlich von Santa Fé (The Rifleman)
- 1962–1963: The Dakotas
- 1965: Big Valley (The Big Valley)
- 1966: Die Leute von der Shiloh Ranch (The Virginian)
- 1967: Laredo
- 1968: Mannix
- 1972: Bonanza
- 1981: Ein Duke kommt selten allein (The Dukes of Hazzard)
- 1983: Das A-Team (The A-Team)
- 1985: Twilight Zone
- 1986: Ein Colt für alle Fälle (The Fall Guy)
- 1989: Zurück in die Vergangenheit (Quantum Leap)
- 1990: Hunter
- 1995: Melrose Place
- 1997:Baywatch  *(Staffel 7) Folge 18